# Heidi Denzel
Heidi (eigentlich Adelheid) Emma Denzel (* 4. April 1893 in Triensbach; † 31. Januar 1975 in Korntal) war eine deutsche Sozialarbeiterin.

## Leben und Wirken
Adelheid Emma war das älteste von neun Geschwistern. Der Vater Emil Constantin Denzel war Pfarrer. Die Mutter war für die Erziehung der Kinder und den Pfarrhaushalt verantwortlich und unterstützte ihren Mann in der Gemeindearbeit. Heidi Denzel besuchte nach der Volksschule die Höhere evangelische Töchterschule in Stuttgart. Anschließend arbeitete sie als Privaterzieherin in Frankreich und England. In das elterliche Haus zurückgekehrt unterstützte sie die Mutter im Haushalt und in der Erziehung der jüngeren Geschwister. Ferner engagierte sie sich im Jungfrauenverein. Im Jahre 1909 ging sie nach Berlin und besuchte dort den ersten Kurs für soziale Arbeit des Kappelnvereins, der späteren Sozialen Frauenschule der Inneren Mission. Anschließend übersiedelte sie nach Stuttgart und übernahm die Stelle der Generalsekretärin des Vereins Freundinnen junger Mädchen – heute Verein für Internationale Jugendarbeit (vij).
Sie war maßgebend am Auf- und Ausbau der Bahnhofsmission beteiligt. Von 1919 bis 1948 zeichnete sie als Geschäftsführerin der Frauenabteilung des Evangelischen Volksverbandes in Württemberg, aus der später die Evangelische Frauenhilfe hervorging, verantwortlich. Im Alter von 64 Jahren zog sich Denzel, die mit ihrer Freundin Meta Diestel zusammen lebte, aus dem aktiven Berufsleben zurück, engagierte sich aber weiterhin für die von ihr in Korntal ins Leben gerufene Evangelische Haus- und Landschwesternschaft.

## Ehrungen
- Wichernplakette
- Bundesverdienstkreuz Erster Klasse[3]

## Werke (Auswahl)
- Internationaler Verein der Freundinnen junger Mädchen und Bahnhofsmission, in: Eugenie von Soden (Hrsg.): Stellung und Aufgaben der Frau im Recht und in der Gesellschaft, Stuttgart 1914, S. 122–127
- Religiös-soziale Bekenntnisse der Jugend, Stuttgart 1920
- Lebenserinnerungen, Stuttgart o. J.